# Hostitel (film)
Hostitel (v anglickém originále The Host) je americký romantický science fiction film z roku 2013. Jde o adaptaci stejnojmenné knihy Stephenie Meyerové. Scénář napsal a režíroval Andrew Niccol a v hlavních rolích se objevili Saoirse Ronanová, Max Irons, Jake Abel, William Hurt a Diane Krugerová. Film přišel do českých kin dne 28. března 2013, do amerických o den později. U kritiků se s ohlasy příliš nesetkal a ve výdělcích též neměl moc velký úspěch.

## Obsah filmu
V budoucnosti je lidská rasa téměř ovládnuta mimozemskými parazity, kteří jsou nazýváni Duše. Melanii Stryder, jednu z posledních přeživších lidí, zajme Hledačka (Diane Krugerová) a vloží do ní duši se jménem Poutnice, aby jim pomohla zjistit místo, kde se schovávají jedni z posledních neovlivněných lidí. Nicméně Melanie proceduru přežije a začíná bojovat o kontrolu nad svým tělem.
Poutnice objeví, že Melanie byla zachycena při hledání potravy pro sebe, svého bratra Jamieho a přítele Jareda Howa a že hledali jejího strýce Jeba, který žije ve srubu na poušti. Poutnice ztrácí kontrolu nad Melanií a Hledačka se rozhodne, že chce být do Melanie vložena sama, aby získala potřebné informace. Poutnici se s pomocí Melanie podaří utéct a sama se vydává do pouště, kde jí vyčerpanou najde skupina lidí, ve které se nachází i Jeb. Vezmou ji do řady podzemních jeskyní a zjistí, že zde žijí i Jamie a Jared.
Poutnice je od ostatních izolována, protože jsou všichni vůči ní nepřátelští a vidí ji jako cizince a potenciální hrozbu. Nakonec začne s lidmi komunikovat, kteří ji začínají pomalu věřit a zamiluje se do jednoho z nich, Iana O'Shea. Poutnice pomalu začíná věřit, že duše by neměly krást svobodnou vůli lidí. Ačkoliv Melanie nakázala Poutnici, aby nikomu neříkala, že je stále naživu, tak se to lidé dozví od Jamieho (jediné osoby, které to mohla říct). Mezitím se Hledačka dozví, že lidé se nacházejí někde na poušti, ale nenajde je. Poté, co je málem zajala hledačka, se Ianův bratr Kyle pokusí Poutnici zabít, ale zastaví ho Ian a další člověk Wes. Po tomto incidentu se Jared také dozví, že je Melanie naživu.
Poutnice je zděšena, když zjistí, že Doktor, lékař celé skupiny, experimentoval s lidmi, kteří byli napadeni dušemi, vyndal duše z jejich těla a zabil je. Poutnice se od ostatních izoluje, ale souhlasí s tím, že pomůže Jaredovi dostat se do lékařského střediska, aby ukradla technologii, která by vyléčila Jamieho. V tomto procesu na ně zaútočí Hledačka, kterou ovšem postřelí a zajme Jeb. Hledačku vezmou do jeskyní, vyjmou ji z jejího hostitele a Poutnice ji pošle na vzdálenou planetu.
Poutnice učí Doktora, jak vyjmout duše z těl lidí, aniž by duším ublížili a požádá o to, aby mohla být vyjmuta z Melanina těla, aby mohla mít Melanie svůj život zpátky. Melanie protestuje a pohádá se s Poutnicí, ale Doktor s procedurou souhlasí. Ale než by nechal Poutnici zemřít, tak ji radši vloží do Pet (Emily Browningová), dívky, které odumřel mozek poté, co z ní byla vyjmuta duše, čímž zajistí, že Poutnice může žít bez toho, že by ublížila jiné duši. Poutnice, která je nyní v těle Pet, začne chodit s Ianem, zatímco Melanie se opět dává dohromady s Jaredem. O několik měsíců později se Poutnice a ostatní setkávají s další skupinou lidí, kteří žijí s dušemi v míru.

## Hrají
| Saoirse Ronanová    | Melanie Stryder/Poutnice/Wanda |
| Max Irons           | Jared Howe                     |
| Jake Abel           | Ian O'Shea                     |
| Frances Fisher      | Maggie Stryder                 |
| Chandler Canterbury | Jamie Stryder                  |
| Diane Krugerová     | Hledačka/Lacey                 |
| William Hurt        | Jeb Stryder                    |
| Boyd Holbrook       | Kyle O'Shea                    |
| Scott Lawrence      | Doktor                         |
| Lee Hardee          | Aaron                          |
| Phil Austin         | Charles                        |
| Raeden Greer        | Lily                           |
| Alexandria Morrow   | Duše                           |
| Emily Browningová   | Pet/Poutnice                   |